# Холокост в Ивановском районе (Брестская область)
Холокост в Ива́новском районе — систематическое преследование и уничтожение евреев на территории Ивановского района Брестской области оккупационными властями нацистской Германии и коллаборационистами в 1941—1944 годах во время Второй мировой войны, в рамках политики «Окончательного решения еврейского вопроса» — составная часть Холокоста в Белоруссии и Катастрофы европейского еврейства.

## Геноцид евреев в районе
Ивановский район был полностью оккупирован немецкими войсками 27 июня 1941 года, и оккупация длилась более трёх лет — до 16 июля 1944 года. Нацисты включили Ивановский район в состав территории, административно отнесённой в состав рейхскомиссариата Украина генерального округа Волынь-Подолия. Вся полнота власти в районе принадлежала зондерфюреру — немецкому шефу района, который подчинялся руководителю округи — гебитскомиссару. Во всех крупных деревнях района были созданы районные (волостные) управы и полицейские гарнизоны из белорусских коллаборационистов.
Для осуществления политики геноцида и проведения карательных операций сразу вслед за войсками в район прибыли карательные подразделения войск СС, айнзатцгруппы, зондеркоманды, тайная полевая полиция (ГФП), полиция безопасности и СД, жандармерия и гестапо.

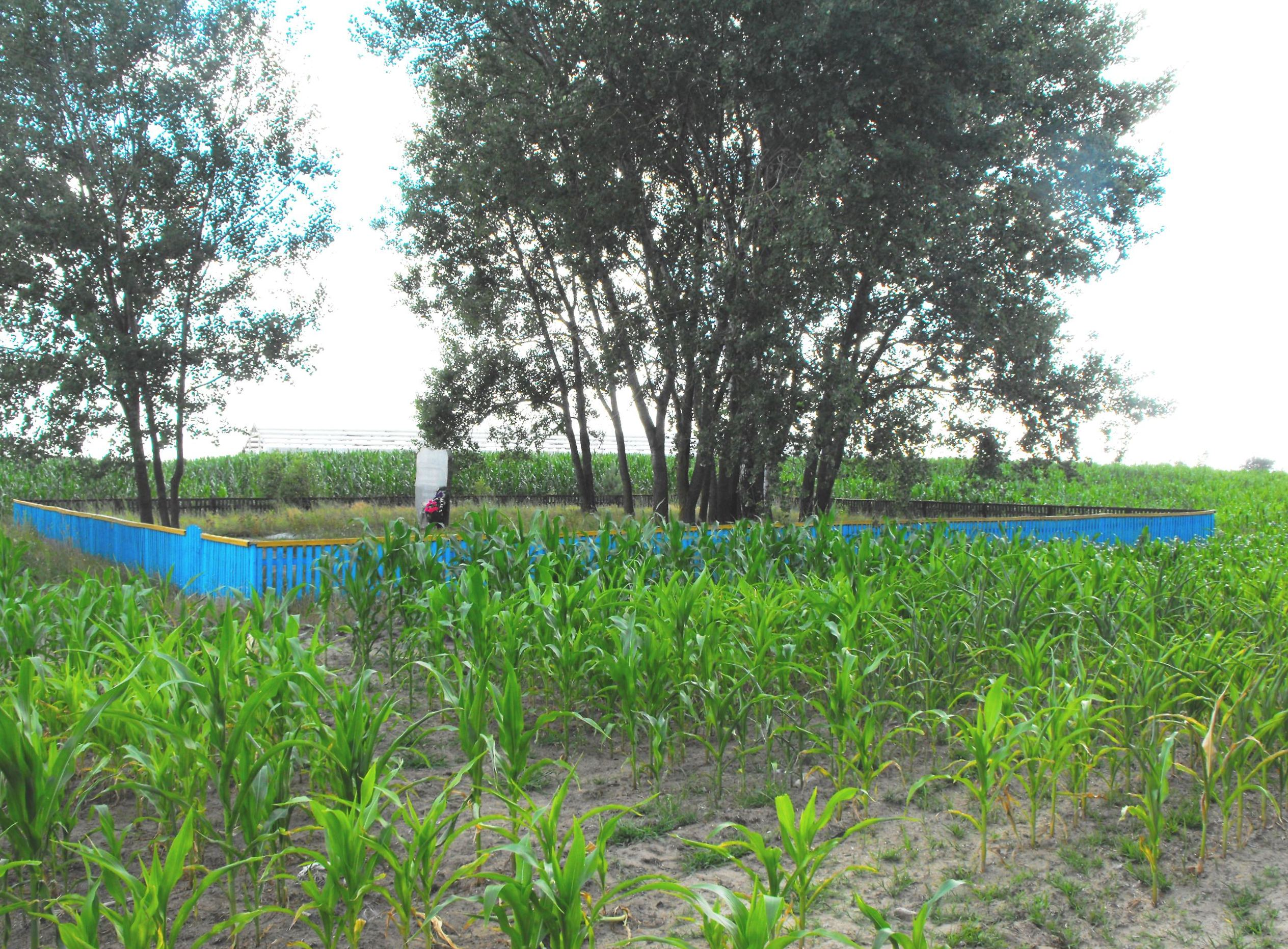
Памятник убитым евреям Мотоля

Одновременно с оккупацией нацисты и их приспешники начали поголовное уничтожение евреев. «Акции» (таким эвфемизмом гитлеровцы называли организованные ими массовые убийства) повторялись множество раз во многих местах. В тех населенных пунктах, где евреев убили не сразу, их содержали в условиях гетто вплоть до полного уничтожения, используя на тяжелых и грязных принудительных работах, от чего многие узники умерли от непосильных нагрузок в условиях постоянного голода и отсутствия медицинской помощи. За помощь евреям или даже за контакт с ними местным жителям грозил расстрел.
Оккупационные власти под страхом смерти запретили евреям снимать желтые латы или шестиконечные звезды (опознавательные знаки на верхней одежде), выходить из гетто без специального разрешения, менять место проживания и квартиру внутри гетто, ходить по тротуарам, пользоваться общественным транспортом, находиться на территории парков и общественных мест, посещать школы.
Многие евреи в Ивановском районе были убиты во время карательной операции нацистов «Припятские болота» (Pripiatsee) или «Припятский марш», проводившейся с 19 июля по 31 августа 1941 года. План этой операции был разработан в штабе войск СС при рейхсфюрере СС Гиммлере и ставил целью отработку и проведение первых массовых убийств евреев войсками СС на территории Беларуси. Непосредственными исполнителями операции были кавалерийская бригада СС, а также 162-я и 252-я пехотные дивизии под общим руководством высшего начальника СС и полиции тыла группы армий «Центр» группенфюрера СС Бах-Зелевского (Целевского).
В деревне Бродница были расстреляны только мужчины-евреи. В начале августа 1941 году в деревню прибыли конные немцы, приказали мужчинам-евреям явиться в школу на регистрацию, держали их там 3-4 дня, пока не собрали всех мужчин-евреев из ближних деревень и хуторов, а затем отвели в направлении деревни Суловы и расстреляли у обочины дороги. Оставшихся в живых евреев деревни через некоторое время перевели в Пинское гетто, где убили.
За время оккупации практически все евреи Ивановского района были убиты, а немногие спасшиеся в большинстве воевали впоследствии в партизанских отрядах.
Самые массовые убийства евреев района произошли в городах Иваново и Мотоле, деревнях Ополь, Лядовичи (Опольский сельсовет), Псыщево.

## Гетто
Реализуя нацистскую программу уничтожения евреев, немцы создавали гетто почти во всех городах и населённых пунктах Беларуси, где проживало еврейское население. Так и в Ивановском районе оккупанты создали 2 гетто:
- в гетто в Иванове (конец марта 1942 — 27 сентября 1942) нацистами и их сообщниками были замучены и убиты до 3500 евреев.
- в Мотольском гетто (лето 1941 — весна 1942) были уничтожены около 3000 евреев.

## Праведники мира
В Ивановском районе четыре человека были удостоены почетного звания «Праведник народов мира» от израильского мемориального института «Яд Вашем» «в знак глубочайшей признательности за помощь, оказанную еврейскому народу в годы Второй мировой войны»:
- Лагодич Николай и его жена Феодосия — за спасение Кацкович Нехемии в Иванове[20].
- Кондрашук Денис и Мария — за спасение Розенберга Сергея в деревне Новые Кленки[21].

## Память
Имеются неполные списки жертв геноцида евреев в Ивановском районе.
Сотрудники государственной комиссии ЧГК отмечали, что «составить именные списки замученных и расстрелянных нацистами не представляется возможным, так как на территории района оккупанты поголовно расстреляли всё еврейское население».
В Иванове установлены два памятника жертвам Катастрофы — мемориал на месте убийства евреев Иванова и Мотоля в двух километрах от города перед деревней Рудск, и мемориал убитым евреям, военнопленным и партизанам на улице Пушкина.
В Мотоле установлены два памятника на местах убийства местных евреев во времена Холокоста.